# Petrosaviales
Petrosaviales er monotypisk med kun én familie. Familiens arter er udbredt i Sydøstasien med Japan som det nordligste udbredelsesområde. Arterne danner jordstængler. De har hårløse stængler og blade, og bladene er spiralstillede (på jordstængler er de skælformede).
| Familier |

- Petrosaviaceae

| Botanik | Spire Denne botanikartikel er en spire som bør udbygges. Du er velkommen til at hjælpe Wikipedia ved at udvide den. |